# Champigny-sur-Aube
Champigny-sur-Aube é uma comuna francesa na região administrativa de Grande Leste, no departamento de Aube. Estende-se por uma área de 6,71 km². Em 2010 a comuna tinha 110 habitantes (densidade: 16,4 hab./km²).